# Lena Hallengren
Lena Hallengren (ur. 25 grudnia 1973 w Kalmarze) – szwedzka polityk, działaczka Szwedzkiej Socjaldemokratycznej Partii Robotniczej, posłanka do Riksdagu, w latach 2002–2006 i 2018–2022 minister.

## Życiorys
Z wykształcenia nauczycielka, nie podjęła jednak pracy w tym zawodzie. Zaangażowała się w działalność polityczną w ramach socjaldemokratów, została działaczką SSU, organizacji młodzieżowej tej partii. Kierowała nią w regionie Kalmar (1996–1999), następnie do 2002 stała na czele krajowych struktur SSU.
Była radną i członkinią zarządu gminy Kalmar. W 2002 premier Göran Persson mianował ją na zastępcę przedstawiciela szwedzkiego rządu w Konwencie Europejskim. W październiku tego samego roku weszła w skład jego gabinetu jako minister w resorcie edukacji, odpowiadając za przedszkola i edukację dorosłych. Stanowisko to zajmowała do października 2006.
W wyborach w 2006, 2010, 2014, 2018 i 2022 uzyskiwała mandat deputowanej do szwedzkiego parlamentu.
W marcu 2018 dołączyła do gabinetu Stefana Löfvena jako minister do spraw dzieci, osób starszych i równości płci. W styczniu 2019 w drugim rządzie dotychczasowego premiera została natomiast ministrem spraw społecznych. Pozostała na tej funkcji również w utworzonym w lipcu 2021 jego trzecim gabinecie oraz w powołanym w listopadzie 2021 rządzie Magdaleny Andersson. Ustąpiła z tego stanowiska 6 października 2022 (wkrótce przed powołaniem nowego gabinetu) w związku z powołaniem na przewodniczącą frakcji poselskiej socjaldemokratów.